# Leave It to Beaver (película)
Leave It to Beaver (titulada Déjenselo a Beaver en Hispanoamérica y Las desventuras de Beaver en España) es una película estadounidense de 1997 dirigida por Andy Cadiff. Está inspirada en la serie de televisión de 1957, Leave It to Beaver. Fue protagonizada por Christopher McDonald, Janine Turner, Cameron Finley, Erik von Detten, Adam Zotolin y Erika Christensen. Distribuida por Universal Pictures, la película se estrenó el 22 de agosto de 1997 en Estados Unidos. 

## Sinopsis
La historia trata sobre Theodore "Beaver" Cleaver (Cameron Finley), un niño travieso de 8 años que vive en Ohio con sus padres y su hermano mayor de 13 años, Wally (Erik von Detten). Un día, Beaver quiere una bicicleta de BMX para su cumpleaños, pero para hacerlo tendrá que jugar fútbol americano.

## Argumento
La película comienza con un camión de panadería conduciendo por la calle, y Beaver, un niño de 8 años y su hermano mayor adolescente de 13 años, Wally viajando juntos en la bicicleta de este, repartiendo periódicos matutinos. Beaver lanza los periódicos salvajemente al aire con ambas manos: uno de ellos cae en cemento húmedo, otro aterriza en un techo, uno en la boca de un perro, uno en una fuente para pájaros, uno en un gato, otro en la boquilla aspiradora de hojas de un hombre y el tercero aterriza justo en la cabeza de un pintor. Luego, la aspiradora de hojas explota y arroja tierra a través de la ventana del camionero, lo que hace que frene bruscamente y arroje sus pasteles pegajosos. Beaver y Wally se disculpan y se marchan.
Beaver tiene su corazón puesto en una bicicleta en el escaparate de una tienda, pero no cree que sus padres se la compren. Eddie Haskell, el mejor amigo de Wally, le dice que si halaga a su padre apuntándose al fútbol, lo recibirá en su cumpleaños. Beaver se une al equipo de fútbol y aguanta las prácticas, a pesar de la desventaja de ser más pequeño que sus compañeros. Beaver incluso llega a negarse a que su padre le lea un cuento antes de dormir y le dé un beso de buenas noches. Beaver espera con ansias su primer partido de fútbol. Ward se alegra de que Beaver se haya inscrito en el fútbol, pero el primer juego termina mal cuando lo engañan para que le pase el balón a un niño del equipo contrario, a quien Beaver recordaba como un amigo del campamento de verano. Cuando Beaver celebra su cumpleaños, donde los invitados comen pastel y juegan a girar la botella, le regalan la nueva bicicleta y una computadora.
El primer día de clases, cinco días después, Ward y June le dicen a Wally que acompañe a Beaver durante unos días mientras Beaver se acostumbra a ir a la escuela en bicicleta. Beaver tiene una nueva y amable maestra llamada Miss Landers. Después de la escuela, Eddie le pide a Wally que vaya a la tienda de refrescos para verlo coquetear con Karen. Eddie no quiere que Beaver los siga, por lo que Wally lo deja solo en el portabicicletas y le dice que volverá por él. Beaver está puliendo su bicicleta cuando un adolescente se acerca y le pregunta si puede mostrarle algunos trucos interesantes sobre la bicicleta. Beaver está de acuerdo y el niño le muestra algunos trucos antes de partir con la bicicleta. Dentro de la tienda de refrescos, a Karen le gusta Wally y no Eddie. Cuando Wally y Eddie salen de la tienda y escuchan que robaron la bicicleta de Beaver, la buscan, pero no la encuentran. Esa noche, durante la cena, los chicos intentan encubrir la bicicleta perdida. Cuando Ward descubre la verdad, se enoja con Beaver, pero más enojado con Wally porque él era responsable de vigilar a Beaver. En el dormitorio de los chicos, se pelean, lo que hace que la nueva computadora de Beaver salga volando por la ventana. Wally agarra el cable e intenta tirar de él, pero el cable se rompe y se hace pedazos. Esto hace que Ward pierda por completo toda su paciencia y castigue a los chicos.
Después de la suspensión, Beaver se salta la práctica de fútbol y los estudios; y Wally pasa tiempo con Karen, quien rompe con él después de reunirse con su exnovio, Kyle. Beaver va a la ciudad, lo atropella un camión, pero está bien. Beaver se encuentra con el joven que le robó la bicicleta. El joven, que es el hermano menor de Kyle, desafía a Beaver, como una forma de recuperar su bicicleta, a trepar a una taza de café gigantesca en lo alto de la cafetería local, de la que Beaver cae y no puede salir. El departamento de bomberos y Ward ayudan a bajarlo, y Ward se da cuenta de que Beaver puede estar bajo demasiada presión. Ward se enteró de que Beaver se había saltado la práctica de fútbol y dice que puede dejar el equipo; pero Beaver se reincorpora al equipo. Durante el último juego, atrapa la pelota y anota un touchdown, mientras persigue su bicicleta robada. En el Festival de Mayfield, se vuelve a encontrar con el chico de la bicicleta robada y lo persigue. Kyle hace tropezar a Beaver para ayudar a su hermano pequeño a escapar, y Wally toma represalias empujando a Kyle a un recipiente con dulce de azúcar. Karen también se siente desanimada por el acoso de Kyle y lo deja por Wally. Beaver usa un puesto de comida para bloquear el camino del niño, lo que hace que el niño vuele a través de una mesa de jueces con pasteles preparados para ser juzgados y entre en un carrito entero lleno de ellos. Beaver recupera su bicicleta. En casa, Ward lo ve puliéndolo; le dice que sería más seguro si se quedara en la casa; y, a petición de Beaver, le lee un cuento antes de dormir.

## Reparto
- Christopher McDonald - Ward Cleaver
- Janine Turner - June Cleaver
- Cameron Finley - Theodore "Beaver" Cleaver
- Erik von Detten - Wallace "Wally" Cleaver
- Adam Zotolin - Edward "Eddie" Haskell Jr.
- Erika Christensen - Karen
- Brenda Song - Susan Acustis